# Pau Font de Rubinat
Pau Font de Rubinat fue un político y bibliófilo español nacido en Reus el 5 de octubre de 1860 en el seno de una familia burgesa.

## Origen
Era el hijo primogénito de Felip Font i Trullàs y de Concepció de Rubinat. Fue bautizado en la Prioral de Sant Pere el día 20 por el archidiácono del capítulo de Tarragona, Manuel Llopis, con los nombres de Pau, Albert y Bonaventura. Actuaron como a padrinos Francesc Antoni de Miró i de Burgès y Maria Anna de Rubinat i de Baldrich, vecinos de Reus, en representación de los marqueses de Vallgornera: Albert de Baldrich i de Veciana y Maria de la Concepció Ortiz de Sandoval. El registro del bautismo, inexistente aún el civil, se escribió en catalán. En una anotación hecha con motivo del nacimiento de su hermano Francesc, el año 1885, Pau Font nombraba a sus abuelos: los paternos eran: Pau Font i Boronat, definido como a propietario, y Maria Teresa Trullàs i Cardona, ambos hijos y vecinos de Reus, ya difuntos; los maternos eran: Francesc de Rubinat i Capdevila, propietario del Pla de Cabra, i Dolors de Baldrich i Veciana, del Rourell, ambos, vecinos de Valls y ya difuntos.
De carácter enérgico, fue polifacético en sus actividades políticas, culturales i artísticas. Era conocido en la ciudad como Don Pau.

## Biografía y Vida Política
Estudió la carrera de derecho y se licenció en la Universidad de Barcelona en 1884. Profesó siempre les ideas catalanistas, y fue uno de los fundadores y primer presidente de la Associació Catalanista de Reus. Fundó y dirigió la revista La Veu del Camp (1885-1888) y también el diario Lo Somatent (1886-1903).
Contrajo matrimonio el 7 de noviembre de 1888 con Maria Concepció Lamarca i de Mier, y fue cuñado de el presidente de la Generalidad de Cataluña Francesc Macià, al ser sus esposas hermanas. Resulta sintomático de su ya arraigado catalanismo que mientras la participación de matrimonio, hecha en nombre de los padres, era redactada en castellano, el ofrecimiento de la casa para el matrimonio lo era en catalán. Las familias eran amigas desde hacía tiempo. La novia, que el día del matrimonio era una leridana de 24 años, recibió una buena educación; dominaba el idioma francés y conocía la literatura. Su padre, Agapito Lamarca, tenía fama de estrafalario. De él se explican incontables anécdotas pintorescas que retratan un carácter ocurrente, poco atento y crítico con las convenciones sociales de la época, y en diversas fotografías va disfrazado, lo cual le daba una satisfacción especial.
Ella aportó diversas propiedades rurales al matrimonio. Maria Concepció Lamarca tenía veleidades literarias y publicó alguna prosa poética en castellano en el diario leridano "El País", en el tono becqueriano de moda entonces. Las cartas demostraban habilidad y gracia narrativa. También era hábil como dibujante, como demuestran los dibujos y las cartas enviadas a su prometido.
La mujer de Don Pau murió en Reus el 12 de octubre de 1905 joven y dejando cinco hijas y un hijo: Maria de la Concepció, Josefina (que contrajo matrimonio con Fèlix Gasull), Maria Teresa, Felip (que murió soltero en Hamburgo, a los 36 años), Maria dels Dolors (que contrajo matrimonio con Cristian Cortès) y Maria de l'Assumpció (que se casó con Joaquim Blasco), que fue la última propietaria residente de la casa Navàs. Al morir fueron numerosas las personalidades que comunicaron su pésame, y asistieron al funeral miembros de la pequeña nobleza catalana como los barones de Albi, Ferran de Miró i d'Ortaffà, Ferran de Segarra, Ferran de Querol i de Bofarull, Antoni de Brocà y Fidel de Moragas; intelectuales catalanistas como Narcís Oller, Ramon Miquel i Planas, Antonio Rubió y Lluch, Eduardo Toda, Josep Martí i Folguera, Ernest Moliné i Brasés, Antoni M. Alcover, Alexandre de Riquer y Carme Karr; bibliófilos o exlibristas como el impresor Joan Oliva, o el dibujante Josep Triadó, y varios especialistas extranjeros; y políticos como Manuel Duran y Bas o Albert Rusiñol; diputados, el senador y exministro Manuel Allende Salazar o Anselm Guasch que demuestran el prestigio y las relaciones alcanzadas por el matrimonio, constatables por la diversidad de ideologías representadas. Al quedar viudo, Pau Font tuvo un accidentado noviazgo con una hija de su amigo el arquitecto Lluís Domènech i Montaner que quedó roto en marzo de 1907.
Se movió dentro del campo de la política catalana y fue uno de los fundadores y colaborador de la Asociación Catalanista de Reus. En 1886 fundó y dirigió el primer periódico reusense en catalán, Lo Somatent. Como miembro de la Unión Catalanista, de la que fue tesorero, intervino en la redacción de las Bases de Manresa en 1892 firmadas por Lluís Domènech i Montaner, Josep Soler i Palet, y Enric Prat de la Riba, asistiendo también a la asamblea además de Pau Font de Rubinat, Joaquín Vayreda, Josep Torras i Bages, Narcís Verdaguer, Narcís Oller, Ángel Guimerà, Carles Bosch de la Trinxeria, Ferran Alsina, Eusebi Güell, Lluís Pellicer, Joan Llimona, Josep Pin y Soler , Pere Aldavert, Bori y Fontestà, Josep Puig i Cadafalch, y otros. Un año más tarde, la Unión Catalanista celebró la Segunda Asamblea en Reus destinada a lograr la aplicación de las Bases, donde Pau Font de Rubinat defendió la totalidad del proyecto.
En 1895 era presidente de la Asociación Agrícola de Reus, entidad que se preocupaba por el desarrollo de las actividades agropecuarias. En Mas de Misericordia, una finca de unas cuarenta hectáreas a un kilómetro y medio de Reus, probó varias técnicas agrícolas y montó unas granjas de cerdos y de conejos y también de gallinas y gansos. Fundó allí una "Escuela Regional Agrico-avícola", por lo que construyó el Mas del Escudo, y importó de Inglaterra las primeras incubadoras de huevos existentes en España. La finca tenía además unos espléndidos jardines diseñados por Pere Caselles. En 1897 fue uno de los impulsores del Institut Pere Mata o Manicomio de Reus y ocupó la alcaldía de Reus por el período de 1899 a 1901, nombrado alcalde de Real orden por el gobierno de Polavieja. En las fiestas de octubre de 1899 en Reus, hizo colocar la bandera en lo alto del campanario y los escudos de Cataluña de las cuatro provincias del Principado y de Reus en la fachada del Ayuntamiento.
Varios enfrentamientos con el gobernador civil, y sobre todo la trascendencia de la pitada al presidente del Consejo de Ministros Eduardo Dato cuando este político era Ministro de la Gobernación y pasó por Reus, fueron los desencadenantes de su destitución como alcalde, destitución que recurrió, pero el gobierno lo cesó definitivamente en junio de 1901. en mayo de 1900 Eduardo Dato pasó por Reus, y en la estación de los directos le esperaba un grupo de reusenses con tres mil silbatos que se habían comprado para protestar contra la tumultuosa historia de la inauguración de la estatua ecuestre del general Prim. El incidente supuso un choque entre Pau Font de Rubinat y uno de los miembros del cortejo de Dato, el diputado marqués de Portago, que intentó degenerar el asunto en un desafío. Font de Rubinat propuso para padrinos a Lluís Domènech i Montaner y Raimundo de Abadal, pero el duelo no se celebró. Después de dejar la alcaldía, el mismo 1901, consiguió que el Ayuntamiento de Reus aprobara una "Comisión de Pantanos" para construir embalses e intentar resolver el endémico problema de agua de la ciudad de Reus. Los miembros de la comisión eran el industrial Josep Maria Tarrats, el abogado Julián Nougués y Pau Font de Rubinat.
Consiguieron que el gobierno de Madrid aprobara la construcción del Embalse de Riudecañas. En 1908 fue nombrado senador del reino. Fue también consejero de Agricultura, Industria y Comercio de la provincia. Ejerció muy poco de abogado, pero tenía prestigio como jurista: el 1886 fue elegido por el Colegio de Abogados de Reus para la comisión que debía elaborar un dictamen sobre la reforma del código civil. El 1935 fue uno de los ocho abogados catalanes escogidos por la Academia de Jurisprudencia y Legislación de Cataluña para integrar el consejo de académicos de mérito. Durante el Congreso Jurídico Catalán, en mayo de 1936 presidió la comisión encargada de montar la exposición bibliográfica de temas jurídicos. Al morir en 1948 era decano del Colegio reusense.

## Bibliófilo
Amigo de otros bibliófilos catalanes y extranjeros, como Pere Bohigas, Ramon Miquel i Planas, Josep Porter y Sir Henry Thomas, director de la Spanish Section de la British Library. Coleccionó todos los tesoros y rarezas bibliográficas que pudo adquirir durante más de cuarenta años, especialmente libros impresos para Rosembach, Luschner y Pon y incunables y post-incunables (impresos entre 1500 y 1520), que formaban la parte más importante de su prestigiosa biblioteca, de unos 45.000 volúmenes, una de las tres bibliotecas privadas más importantes de Cataluña, y para albergar la hizo ampliar su casa de la calle de la cárcel a Montaner. 
Su pasión por los libros le hizo mantener contactos con destacadas personalidades de la cultura catalana, como Josep Gudiol, Valeri Serra i Boldú, Alfonso Bonay, Anselm M. Albareda, Ángel Ossorio y Gallardo, Artur Masriera, Joan Serra Vilaró, y el francés Foulché-Delbosc. 
Por esta afección y reconocida solvencia pericial, es de relieve su prestigio dentro del ramo bibliófilo y heráldico; fue fundador y primer presidente, en 1903, de la Sociedad Catalana de Bibliófilos, sociedad que llegó fuerza lánguida hasta 1936. Fue uno de los principales re-introductores y divulgadores en Cataluña los Exlibris, y efectuó intercambios con varios coleccionistas europeos. Participó activamente en la Revista Ibérica de Exlibris.
El ayuntamiento de la ciudad condal le encargó la reconstrucción de la iconografía catalana desde la Edad Media. Fue miembro de la Real Academia Española de la Historia. La Asociación Artística Arqueológica de Barcelona le nombró socio y corresponsal para Reus en 1891. En 1921 fue nombrado miembro de la Academia de la Historia y de la comisión provincial de Monumentos. En 1931 fue nombrado componente del Patronato del Monasterio de Santes Creus y el mismo año, jurado del gobierno de la Generalidad de Cataluña. Es notable su paso por el Centro de Lectura de Reus, donde ocupó la presidencia en varias tandas. A pesar de su gran erudición tuvo poca tirada a escribir y publicó sólo artículos breves en Lo Somatent, periódico que fundó, La Voz del Campo, la Ilustración Catalana o en la Revista del Centro de Lectura, y dos opúsculos sobre Tarragona y Reus. Se perdió el original de su obra más ambiciosa "Los exlibris españoles", que por otro lado no es seguro que terminara, aunque en 1914 el impresor Oliva de Vilanova le enviaba pruebas de algunas planchas.
El 24 de abril de 1932, Pau Font en un discurso en el parlamento hecho con motivo de la celebración de la "Fiesta de la lengua y fiesta de la unidad de las tierras de lengua catalana" en Reus, cuando hizo vibrar al público con el párrafo final de su parlamento, a la vez combativo y sentimental: "seguramente de entre todos los que estamos aquí, soy el único que tiene el documento que me hace hijo de Reus e hijo de Cataluña, el día de mi nacimiento, escrito en lengua catalana. Yo espero, ahora que mi vida se acerca al fin, que el estatuto de la libertad de Cataluña hará que el documento que certifique mi muerte sea también escrito en catalán
Murió en Reus en 1948. Su ciudad le dedicó una Calle Pau Font de Rubinat.